# Þríhnúkagígur
Þríhnúkagígur ist ein Vulkankrater auf Island, dessen letzte Ausbrüche vor 4000 Jahren stattgefunden haben.

## Lage
Er liegt auf der Halbinsel Reykjanesskagi, ca. 15 Kilometer südlich der Hauptstadt Reykjavík und etwa 4 km westlich vom Skigebiet Bláfjöll.

## Vulkanismus

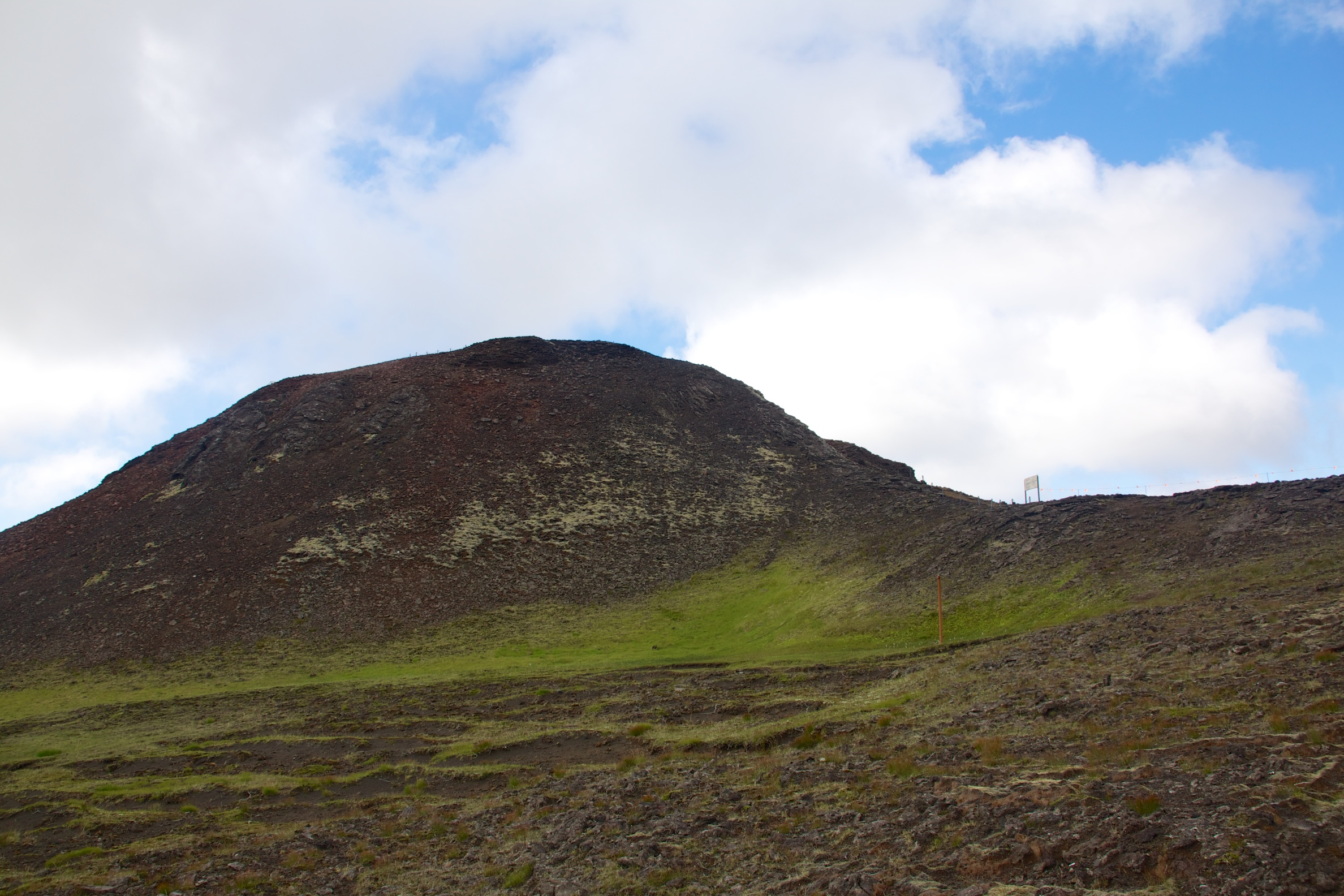
Krater des Þríhnúkagígur

Þríhnúkagígur ist Teil des Vulkansystems Brennisteinsfjöll.
Er gehört zu der Gruppe der Þríhnúkagígar, von denen zwei Krater sind und dritter ein Hyaloklastitkegel – und zwar ist er der nordöstlichste der Krater sowie (vermutlich) der einzige Krater weltweit, der zu einem aktiven Vulkansystem gehört und dessen Dyke begehbar ist.
Es handelt sich hierbei nicht um die Magmakammer selbst, sondern um eine Höhle, die durch den Ausbruchskanal unterhalb des Hauptkraters gebildet wurde. Diese wurde 1974 zum ersten Mal von Árni Stefánsson bestiegen. 1991 wurde der magmatische Förderkanal näher erforscht und vermessen.
Inzwischen ist das Innere des Vulkans über eine abseilende Arbeitsplattform, ähnlich einer Gondelanlage, begehbar, die im Zuge einer wissenschaftlichen Expedition im Oktober 2010 gebaut wurde. Bei der Erforschung der Kammer hofft man sich neue Erkenntnisse bezüglich der Erforschung des Vulkanismus.

## Beschreibung
Die Krateröffnung misst 4 × 4 m. Darunter befindet sich der Schlot, eine 120 m tiefe flaschenförmige Aushöhlung. Die Höhle misst 48 × 60 m auf ihrem Grund.

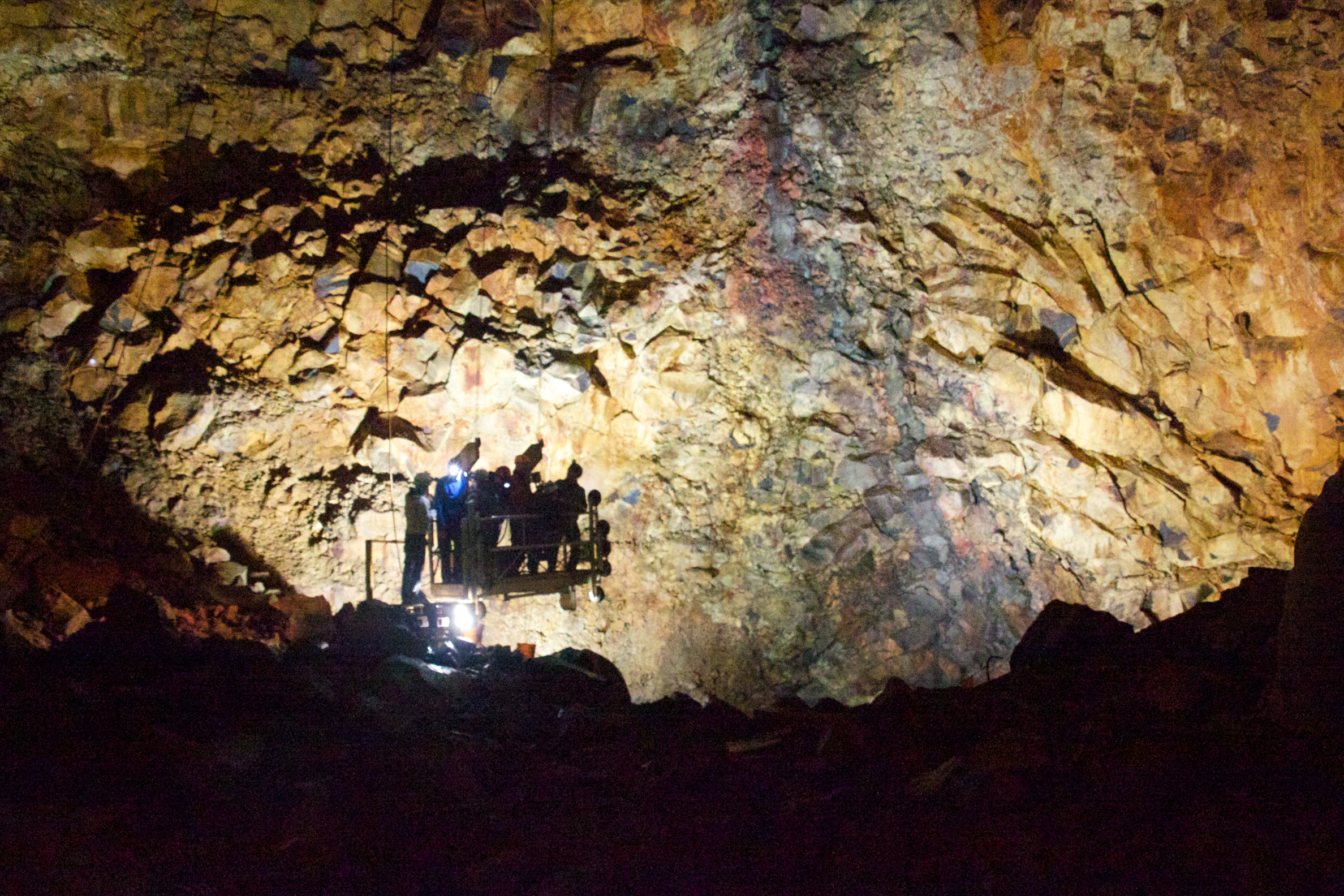
Das Innere des Vulkankraters mit Gondel

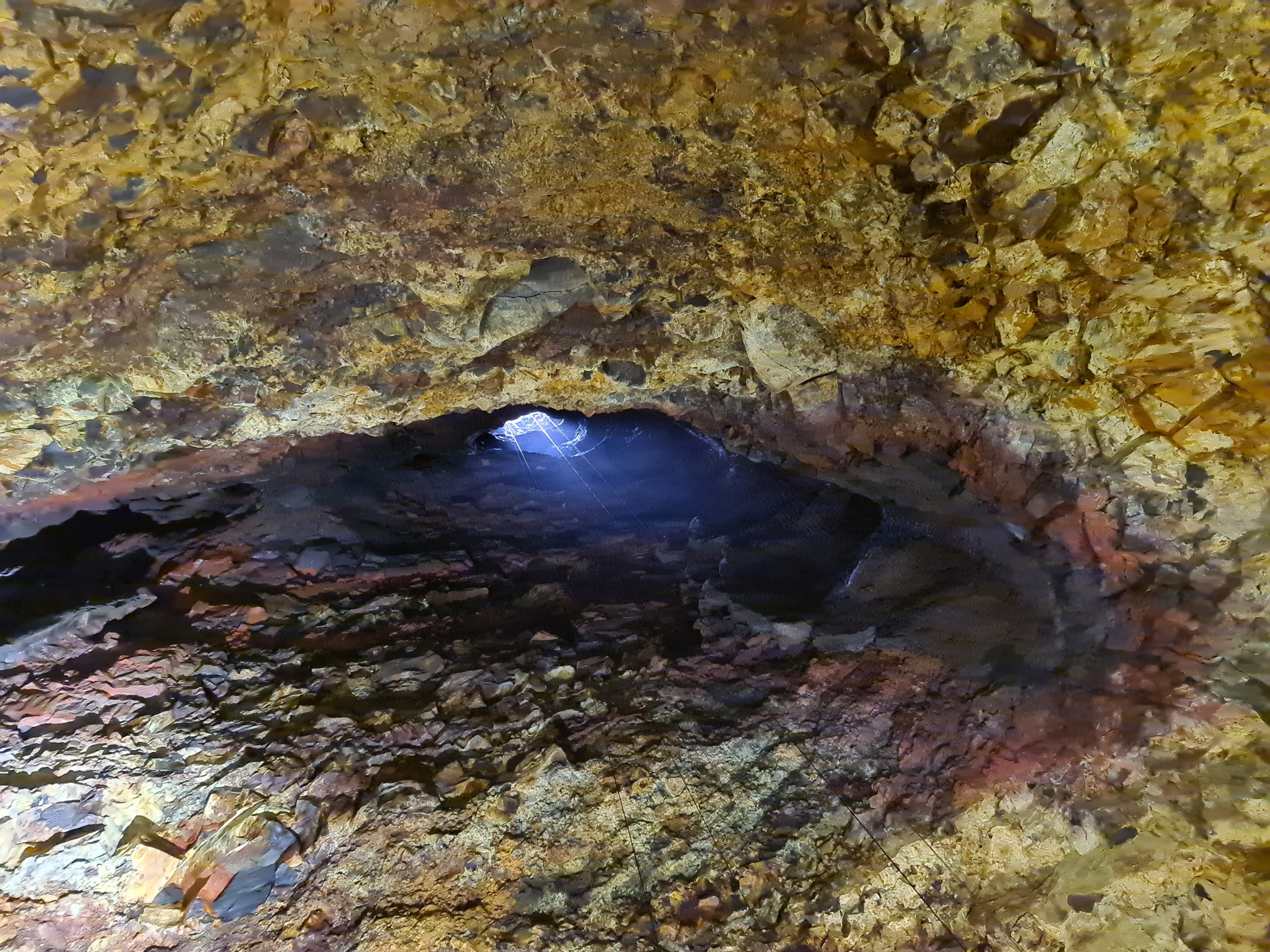
Blick auf die Krateröffnung

## Tourismus und Naturschutz
Im Jahr 2012 war es einer kleinen Anzahl von Touristen gestattet, die Kammer mit der Gondel zu erforschen. Ob diese Besuche jedoch fortgeführt werden, wurde nach dieser Phase entschieden, da man noch nicht einschätzen konnte, was der Tourismus – vor allem in Bezug auf die Umwelt – für Auswirkungen haben würde. Derzeit (Stand 2018) können Touristen eine etwa halbstündige Besichtigungstour buchen, wobei pro Gondelfahrt maximal 7 Besucher mitgenommen werden und sich immer nur höchstens 21 Besucher gleichzeitig in der Höhle aufhalten.
Die Kratergruppe steht seit 1973 unter Naturschutz.